# Fleetwood Varley
Fleetwood Ernest Varley (* 11. Oktober 1862 in London; † 26. März 1936 ebenda) war ein britischer Sportschütze.

## Erfolge
Fleetwood Varley nahm an den Olympischen Spielen 1908 in London und 1912 in Stockholm teil. Mit dem Armeegewehr war er 1908 Teil der britischen Mannschaft, die über sechs verschiedene Distanzen hinter den Vereinigten Staaten und vor Kanada den zweiten Platz belegte. Neben Varley gewannen außerdem Arthur Fulton, Harcourt Ommundsen, Walter Padgett, Philip Richardson und John Martin die Silbermedaille. Mit 423 Punkten war er der zweitbeste Schütze der Mannschaft. Vier Jahre darauf schloss er die Einzelkonkurrenz mit dem Armeegewehr auf 600 m mit 81 Punkten auf dem 27. Rang ab. Den Dreistellungskampf über 300 m beendete er auf dem 50. Platz.